# Іто Сукеюкі
Іто Сукеюкі (яп. 伊東 祐亨; 20 травня 1843 — 16 січня 1914) — японський адмірал періоду Мейдзі.

## Життєпис
Походив з відомого самурайського роду Іто, васалів Сацуми-хана. Син Іто Сукеяси, голови (камі) провінції Каґа. Народився 1843 року в замку Сімідзу-тьо (територія сучасної Каґосіми). Вивчав морську і артилерійську справу в Військово-морському навчальному центрі в Кобе.
У складі флоту Сацуми-хана 1863 року брав участь у війні з Великою Британією. До початку війни Босін перебрався до Едо, де приєднався до противників сьогунату Токуґава. Він врятувався від спалення резиденції домену Сацума в Едо, а згодом воював у багатьох військово-морських операціях війни Бонін, зокрема в битвах біля Ави та Хоккайдо.
Після Реставрації Мейдзі отримав звання лейтенанта і служив на корветі «Ніссін». Після створення Імператорського флоту Японії 1869 року служив на різних кораблях. 1877 року очолив «Ніссін».
У 1882 році отримав звання капітана, служив на військових суднах «Рюй», «Фус» і «Хей».1885 року очолював військово-морський арсенал Йокосука. В тому ж році вирушив до Великої Британії, звідки привів крейсер «Наніва». 15 червня 1886 року стає контрадміралом, а невдовзі призначено комендантом Імператорської академії ВМС Японії. 12 грудня 1892 року отримав звання віцеадмірала та посаду комендантом Йокосукського військово-морського округу.
20 травня 1893 року призначено у Верховний головнокомандувачем «Флоту постійної готовності» (складався з найбільш сучасних і боєздатних суден). 1894 року «Флот постійної готовності» був об'єднаний з «Західним флотом» (складався з застарілих судів), Іто Сукеюкі став першим верховним головнокомандувачем «Об'єднаного флоту». На його чолі успішно брав участь у війні проти Цінського Китаю, завдавши низки поразок Беянському флоту, насамперед біля Вейхайвею та Ялу, ставши одним з найпопулярніших військових на батьківщині.
11 травня 1895 року призначається начальником Генерального штабу Імператорського флоту Японії. На цій посаді активно співпрацював та радився з Ямамото Ґомбеєм. 5 серпня 1898 року отримав титул сісяку (віконта), а 28 вересня 1898 року одержав звання адмірала.
Під час війни з Російською імперією продовжував виконувати обов'язки очільника Генерального штабу Імператорського флоту. 31 січня 1905 року отримав звання маршала флоту, а в 1907 році — титул хакусяку (графа). Водночас був нагороджений орденом Золотого шуліки 1-го ступеня і Вищим орденом Хризантеми з великою стрічкою.
Помер в 1914 році. Похований в храмі Кайндзі в токійському районі Сінаґава.